# بيرجيت هاين
بيرجيت هاين (بالألمانية: Birgit Hein)‏ هي كاتبة سيناريو ومخرجة ألمانية، ولدت في 6 أغسطس 1942 في برلين في ألمانيا.

## وصلات خارجية
- بيرجيت هاين على موقع IMDb (الإنجليزية)
- بيرجيت هاين على موقع ألو سيني (الفرنسية)
- بيرجيت هاين على موقع أول موفي (الإنجليزية)
- بيرجيت هاين على موقع قاعدة بيانات الفيلم (الإنجليزية)
- بيرجيت هاين على موقع كينوبويسك (الروسية)